# 원종례
원종례(본명: 원보라, 1956년 7월 28일 ~ )는 대한민국의 배우, 모델이다.

## 생애
1971년 CF 광고 모델로 첫 데뷔하였다. 1974년 연극배우로 데뷔하였으며 방송 활동을 시작하게 되었다. 조연 및 단역으로 안방극장에서 활발하게 활동하며, 부잣집 사모님 전문배우로 많이 알려져 있다.

## 출연작

### 텔레비전 드라마
- 1987년 KBS 《TV 손자병법》
- 1988년 MBC 《전원일기》 ... 곰탕집 주인 역
- 1990년 KBS 《대추나무 사랑걸렸네》 ... 신곡리 이장의 외가 친척 역
- 1994년 MBC 《서울의 달》
- 1996년 MBC 《남자 셋 여자 셋》
- 1997년 SBS 《여자》
- 2000년 MBC 《세 친구》 ... (목소리 출연)
- 2000년 MBC 《사랑은 아무나 하나》
- 2000년 KBS2 《부부클리닉 사랑과전쟁》
- 2001년 MBC 《결혼의 법칙》
- 2002년 MBC 《내 이름은 공주》
- 2002년 MBC 《인어 아가씨》... 실라의 대학동창 역
- 2003년 MBC 《러브레터》
- 2004년 KBS2 《애정의 조건》
- 2004년~2005년 MBC 《왕꽃 선녀님》 ... 박형우의 어머니 역
- 2004년 SBS 《파리의 연인》 ... 가정부 역
- 2005년 KBS2 《쾌걸춘향》 ... 나현숙의 모임 친구 역
- 2005년 MBC 《내 이름은 김삼순》 ... 채리의 어머니 역
- 2005년 MBC 《제5공화국》 ... 박영옥 역
- 2005년 ~ 2006년 《마이걸》 ... 공찬과 정우의 맞선을 주선한 여자 역
- 2006년 KBS2 《봄의 왈츠》 ... 호텔 진상손님 역
- 2007년 SBS 《외과의사 봉달희》 ... 조문경의 어머니 역
- 2007년 KBS2 《마왕》 ... 권현태의 부인 역 (사진출연)
- 2007년 MBC 《신 현모양처》
- 2007년 SBS 《칼잡이 오수정》 ... 결혼정보회사 사장 역
- 2007년~2008년 MBC 《이산》 ... 정조상궁 역
- 2007년 MBC 《겨울새》 ... 진아 모 역
- 2007년 MBC 《뉴하트》 ... 환자의 부인 역
- 2008년 KBS2 《아빠 셋 엄마 하나》 ... 서연 모 역
- 2008년 MBC 《흔들리지마》
- 2008년 MBC 《내 인생의 황금기》
- 2008년 SBS 《유리의 성》 ... 유란 모 역
- 2008년 KBS2 《대왕세종》 ... 기생녀 역
- 2008년~2009년 SBS 《가문의 영광》 ... 시어머니 역
- 2008년 SBS 《아내의 유혹》
- 2008년 MBC 《하얀 거짓말》
- 2009년 KBS2 《꽃보다 남자》 ... 재경 모 역
- 2009년 KBS2 《집으로 가는 길》
- 2009년 KBS2 《미워도 다시 한 번 2009》
- 2009년 MBC 《잘했군 잘했어》 ... 호남 모 역
- 2009년 SBS 《두 아내》 ... 황 여사 역
- 2009년 KBS2 《파트너》 ... 천 여사 역
- 2009년 MBC 《보석비빔밥》 ... 병훈 모 역
- 2009년 SBS 《천사의 유혹》 ... 신우섭 사장 부부의 친구 역
- 2009년 SBS 《아내가 돌아왔다》 ... 7회 특별출연
- 2010년 SBS 《산부인과》
- 2010년 MBC 《나는 별일 없이 산다》 ... 모인숙 역
- 2010년 SBS 《나쁜 남자》 ... 복지관에 온 여자 역
- 2010년 MBC 《욕망의 불꽃》
- 2010년 SBS 《웃어요, 엄마》 ... 박 의원 처 역
- 2010년~2011년 SBS 《괜찮아, 아빠딸》 ... 마담뚜 역
- 2011년 SBS 《싸인》 ... 호진 모 역
- 2011년 SBS 《신기생뎐》 ... 아다모 맞선녀의 어머니 역
- 2011년 KBS2 《화이트 크리스마스》 ... 조영재 모 역
- 2011년 MBC 《남자를 믿었네》
- 2011년 KBS2 《강력반》 ... 정일도의 어머니 역
- 2011년 MBC 《최고의 사랑》 ... 김 여사 역
- 2011년 SBS 《내게 거짓말을 해봐》 ... 오윤주의 어머니 역
- 2011년 SBS 《시티헌터》 ... 서종학의 부인 역
- 2011년~2012년 MBC 《애정만만세》 ... 크리스탈 박과 골프치는 여자 역
- 2011년 KBS2 《영광의 재인》
- 2011년~2012년 SBS 《태양의 신부》 ... 12회 특별출연
- 2012년 KBS2 《넝쿨째 굴러온 당신》 ... 시어머니 역
- 2012년 MBC 《신들의 만찬》 ... '아리랑'의 이사 역
- 2012년 SBS 《맛있는 인생》 ... 황금숙 역
- 2012년 MBC 《사랑했나봐》 ... 채윤숙 역
- 2012년 KBS1 《별도 달도 따줄게》 ... 도훈 모 역
- 2013년 MBC 《금 나와라, 뚝딱!》 ... 최 여사 역
- 2013년 MBC 《오로라 공주》 ... 강 검사 모 역
- 2013년 JTBC 《궁중잔혹사 꽃들의 전쟁》 ... 장렬왕후 모 역
- 2013년 KBS2 《비밀》 ... 한남동 투자자 역
- 2013년 KBS1 《사랑은 노래를 타고》 ... 안 여사 역
- 2014년 MBC 《왔다! 장보리》 ... '하우스전자'의 사모님 역
- 2014년 SBS 《닥터 이방인》 ... 오상진의 어머니 역
- 2014년 SBS 《너희들은 포위됐다》 ... 박태일의 어머니 역
- 2014년 KBS2 《트로트의 연인》 ... 가수 역
- 2014년 tvN 《연애 말고 결혼》 ... 공기태의 고모 역
- 2014년 MBC 《압구정 백야》 ... 황유라 역
- 2014년 MBC 《전설의 마녀》 ... 보경 모 역
- 2015년 KBS2 《파랑새의 집》
- 2015년 SKYTV 《리얼드라마 - 나쁜여자》
- 2015년 MBC 《여왕의 꽃》 ... 특별출연
- 2015년 SBS 《어머님은 내 며느리》 ... 경민 모 역
- 2015년 MBC 《위대한 조강지처》 ... 배용자 역
- 2016년 SBS 《그래, 그런거야》 ... 조현정 역
- 2016년 MBC 《다시 시작해》
- 2016년 SBS 《우리 갑순이》 ... 인내심 친구 역
- 2017년 MBC 《언제나 봄날》 ... 최영숙 역
- 2017년 MBC 《당신은 너무합니다》 ... 홍윤희 모 역
- 2017년 TV조선 《너의 등짝에 스매싱》 ... 차관 사모님 역
- 2018년 SBS 《해피시스터즈》 ... 도 여사 역
- 2018년 MBC 《부잣집 아들》
- 2018년 SBS 《나도 엄마야》 ... 오혜림 모 역

### 영화
- 1992년 《걸어서 하늘까지》
- 1992년 《장닭 고교 얄개》 ... 두수 모 역
- 1994년 《거꾸로 가는 여자》 ... 현씨 역
- 2000년 《춘향뎐》 ... 몽룡 모 역
- 2004년 《까불지마》 ... 명석 모 역
- 2006년 《생날선생》 ... 헌준 모 역
- 2006년 《잔혹한 출근》 ... 유혹녀 역
- 2007년 《어깨너머의 연인》 ... 영후 장모 역
- 2010년 《아빠가 여자를 좋아해》 ... 지현 모 역
- 2011년 《마이 블랙 미니드레스》 ... 민희 모 역

### TV 프로그램
- 채널A 《천 개의 비밀 어메이징 스토리》
- TV조선 《이것은 실화다》
- MBN 《기막힌 이야기 실제상황》 기타 단역

### TV 예능
- KBS1 《6시 내고향》 (1991년 ~ 1992년)
- KBS1 《아침마당》 (1993년 ~ 1994년)
- MBC 《차인태 출발 새아침》
- MBN 《속풀이쇼 동치미》

### CF
- LG생활건강 유리나 샴푸
- 롯데햄
- 코웨이